# Robert Bauman

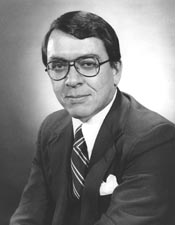
Robert Bauman

Robert Edmund Bauman (* 4. April 1937 in Bryn Mawr, Pennsylvania) ist ein US-amerikanischer Politiker. Zwischen 1973 und 1981 vertrat er den Bundesstaat Maryland im US-Repräsentantenhaus.

## Werdegang
Robert Bauman zog noch in seiner Jugend nach Easton in Maryland, wo er bis 1953 die öffentlichen Schulen besuchte. Danach absolvierte er die Capitol Page School in Washington, D.C. Anschließend studierte er bis 1959 an der Georgetown University  internationale politische Beziehungen. Nach einem Jurastudium an derselben Universität und seiner 1964 erfolgten Zulassung als Rechtsanwalt begann er in diesem Beruf zu arbeiten. Gleichzeitig schlug er als Mitglied der Republikanischen Partei eine politische Laufbahn ein. Zwischen 1964 und 1980 nahm er an den Republican National Conventions teil. Von 1970 bis 1973 war er Mitglied des nationalen Krankenhausrats des Gesundheitsministeriums. In den Jahren 1971 bis 1973 gehörte Bauman auch dem Senat von Maryland an.
Nach dem Selbstmord des Abgeordneten William Oswald Mills wurde Bauman bei der fälligen Nachwahl für den ersten Sitz von Maryland als dessen Nachfolger in das US-Repräsentantenhaus in Washington gewählt, wo er am 21. August 1973 sein neues Mandat antrat. Nach drei Wiederwahlen konnte er bis zum 3. Januar 1981 im Kongress verbleiben. In diese Zeit fielen das Ende des Vietnamkrieges und die Watergate-Affäre. Robert Bauman galt als konservativer Kongressabgeordneter. Im Jahr 1980 strebte er seine Wiederwahl an. Dabei wurden ihm im Oktober 1980 homosexuelle Handlungen mit einem Minderjährigen vorgeworfen. Bauman schob die Angelegenheit auf Alkoholprobleme und setzte seinen Wahlkampf fort, der aber dann erfolglos blieb. Nach einem erfolgreichen Alkoholentzug wurden auch die Vorwürfe wegen seines Vergehens fallen gelassen. Die Angelegenheit kostete ihn allerdings seine politische Laufbahn. Im Jahr 1982 versuchte er eine Rückkehr in den Kongress, zog aber seine Kandidatur noch in den Vorwahlen zurück.
Heute arbeitet Robert Bauman als juristischer Berater einer Bankengruppe. Außerdem verfasste er mehrere Bücher, unter anderem über das Steuerrecht. Er war verheiratet und ist Vater von vier Kindern.